# Hendrick Joseph Dillens

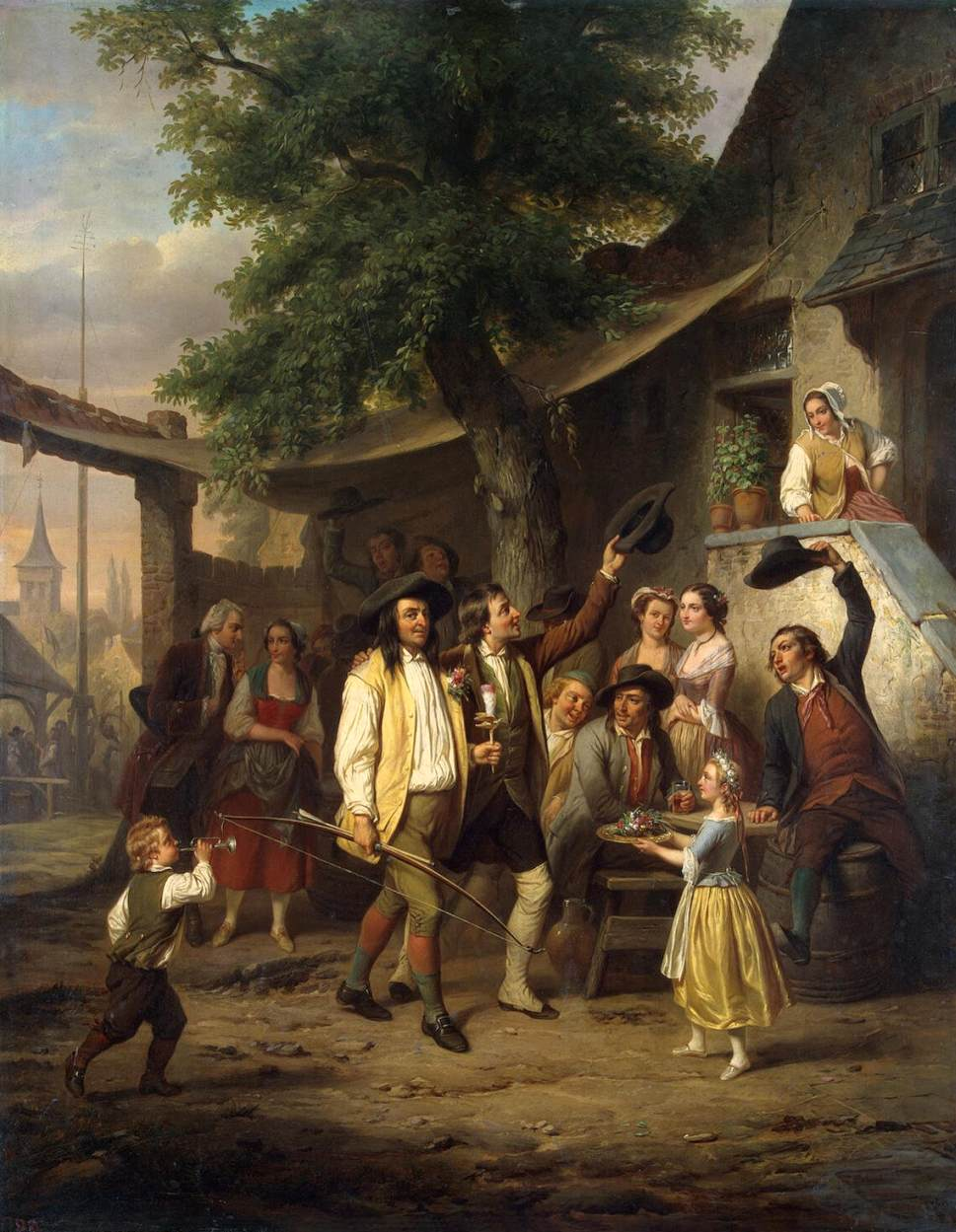
De schutterskoning, 1851, Hermitage, Sint-Petersburg

Hendrick Joseph Dillens of ook Henri Joseph Dillens (Gent, 20 december 1812 – Elsene 3 december 1872) was een Vlaamse kunstschilder, tekenaar en lithograaf die actief was in de negentiende eeuw.

## Biografie
Hendrick Dillens werd geboren in een kunstenaarsfamilie. Ook zijn broer Adolphe-Alexandre Dillens was actief als schilder. Zelf had hij twee zoons die in de kunsten actief waren: Albert die zoals zijn vader schilderde en Julien die beeldhouwer werd.

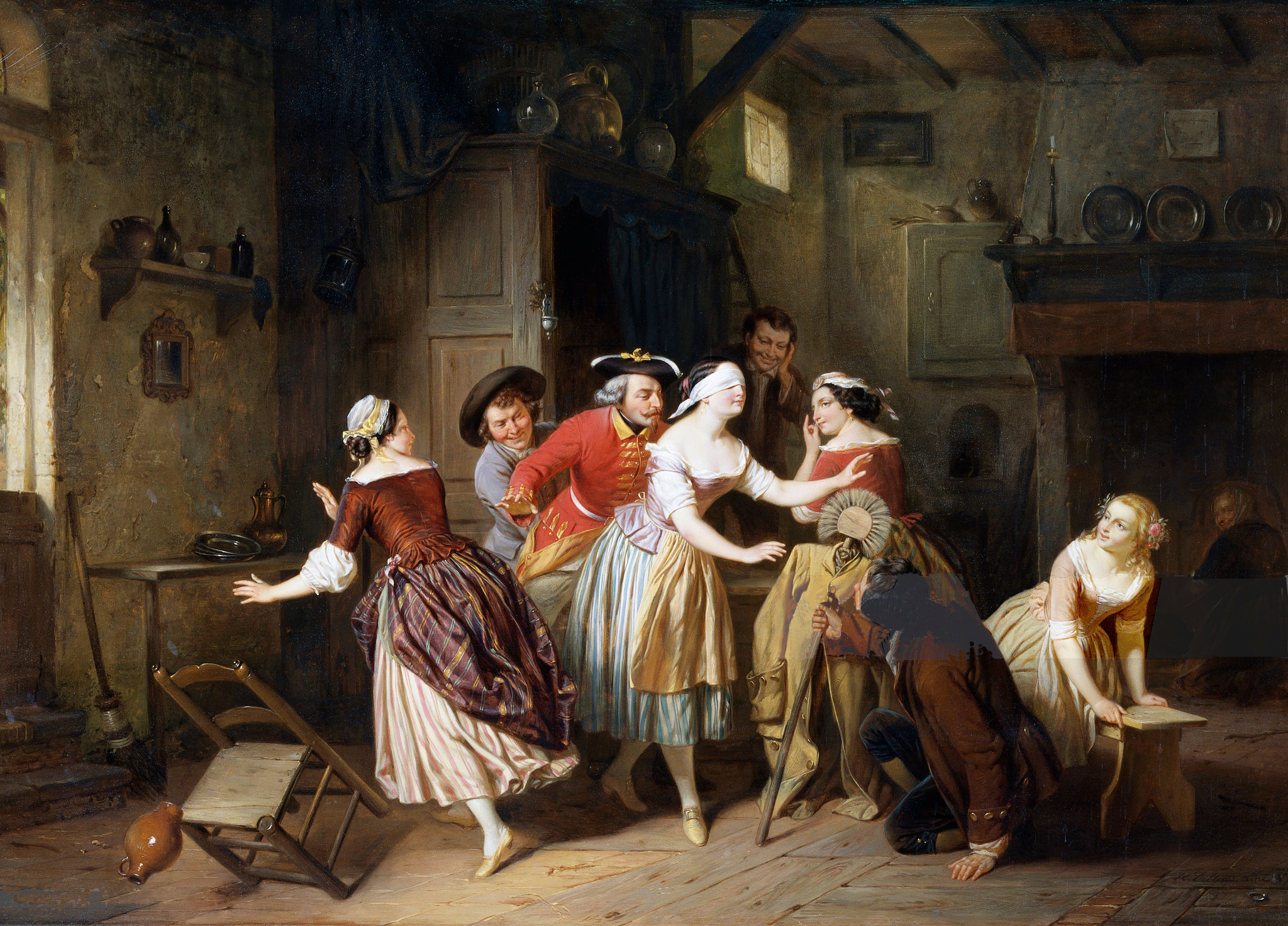
Blindemannetje

Hij kreeg zijn opleiding aan de Academie in Gent bij Jean Baptiste Louis Maes-Canini. Hij woonde en werkte in Antwerpen van 1843 tot 1854, waarna hij zich in Brussel vestigde. Hij realiseerde veel genrestukken, portretten en historiestukken met talrijke schilderijen gebaseerd op het leven van Hendrik IV.
Hij naam deel aan talrijke tentoonstellingen onder meer aan het salon van Gent in 1831, te Douai in 1835, in 1854 te Valenciennes, in 1859 te Brussel, in Gent in 1861, in 1870 te Antwerpen, in 1867 in Parijs op de “Exposition Universelle” en in 1868 te Dublin.

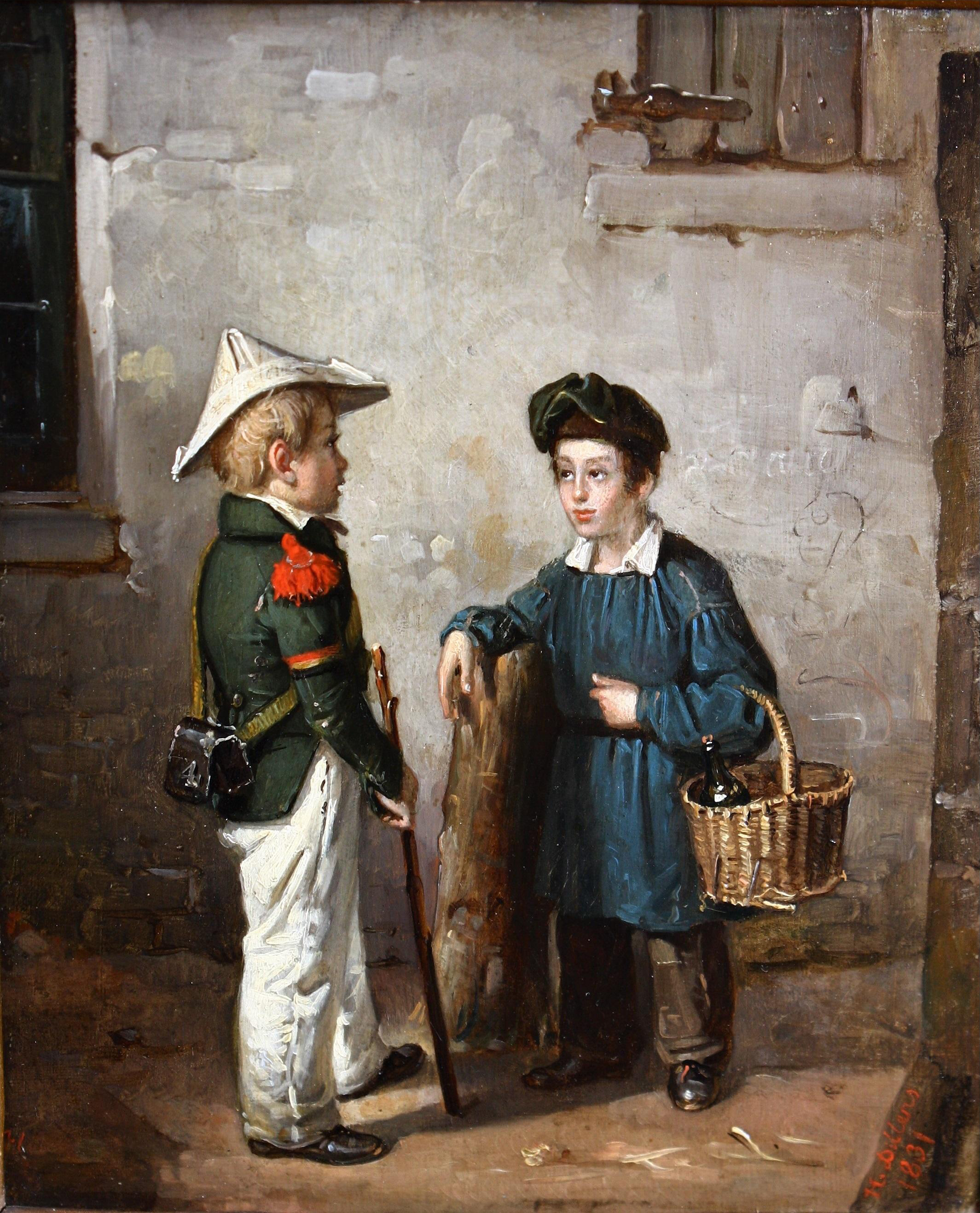
De kleine luitenant en de visverkoper

Hij gaf schilderlessen aan Firmin Bouvy , Louis De Taeye, aan zijn jongere broer Adolphe-Alexandre Dillens en aan Jeannette Grover.
De musea van schone kunsten van Gent, Kortrijk, Luik, Brussel, Oostende en Ieper hebben werken van hem in hun collectie.

## Web links
- Henri-Joseph Dillens Auction Price Results op Invaluable.
- Hendrick Joseph Dillens op Artnet

- International Standard Name Identifier: 0000 0000 6853 0164
- Nederlandse Thesaurus van Auteursnamen: 070006474
- RKD-Nederlands Instituut voor Kunstgeschiedenis: 23190
- Union List of Artist Names: 500041512
- Virtual International Authority File: 95950512
- WorldCat: E39PBJdrC8vXJ8krTWk46c3hHC

z